# Rafael Bombelli

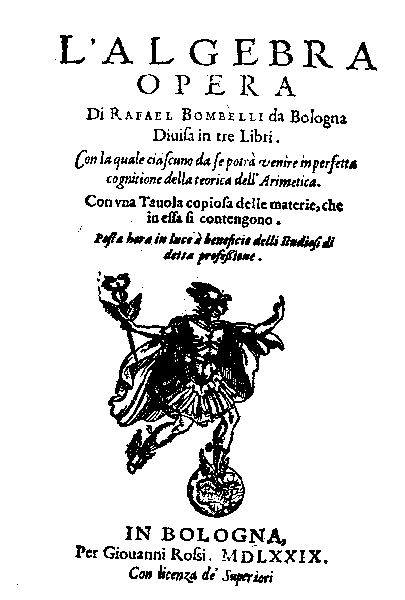
L'Algebra von Rafael Bombelli: Titelblatt der 2. Auflage von 1579, Bologna

Rafael Bombelli, auch Raffaele Bombelli oder Raphael Bombelli (* 1526 in Bologna; † 1572 vermutlich in Rom), war ein italienischer Ingenieur und Mathematiker.
Als Ingenieur in Diensten eines römischen Adligen erwarb er sich über Jahre große Verdienste im Landbau Süd- und Mittelitaliens (unter anderem Entwässerung von Sümpfen).
Ihm wird die Einführung der mathematischen Klammerschreibweise mittels runder Klammern zugerechnet. Darüber hinaus enthielt seine 1572 erschienene Algebra (ital. L' Algebra) nicht nur negative Zahlen, sondern sogar bereits imaginäre Zahlen und entsprechende Erweiterungen der Lösungstheorien Nicolo Tartaglias und Gerolamo Cardanos zu algebraischen Gleichungen. L'Algebra umfasst insgesamt fünf Bände (die Bände IV und V erschienen erst 1929 aus seinem Nachlass heraus) und stellt eine Zusammenfassung des mathematischen Wissens aus Bombellis Zeit sowie seiner eigenen Forschungsergebnisse dar. Leibniz und Euler sollen sich später positiv über dieses Werk geäußert haben.
Der Mondkrater Bombelli ist nach ihm benannt.

## Werke

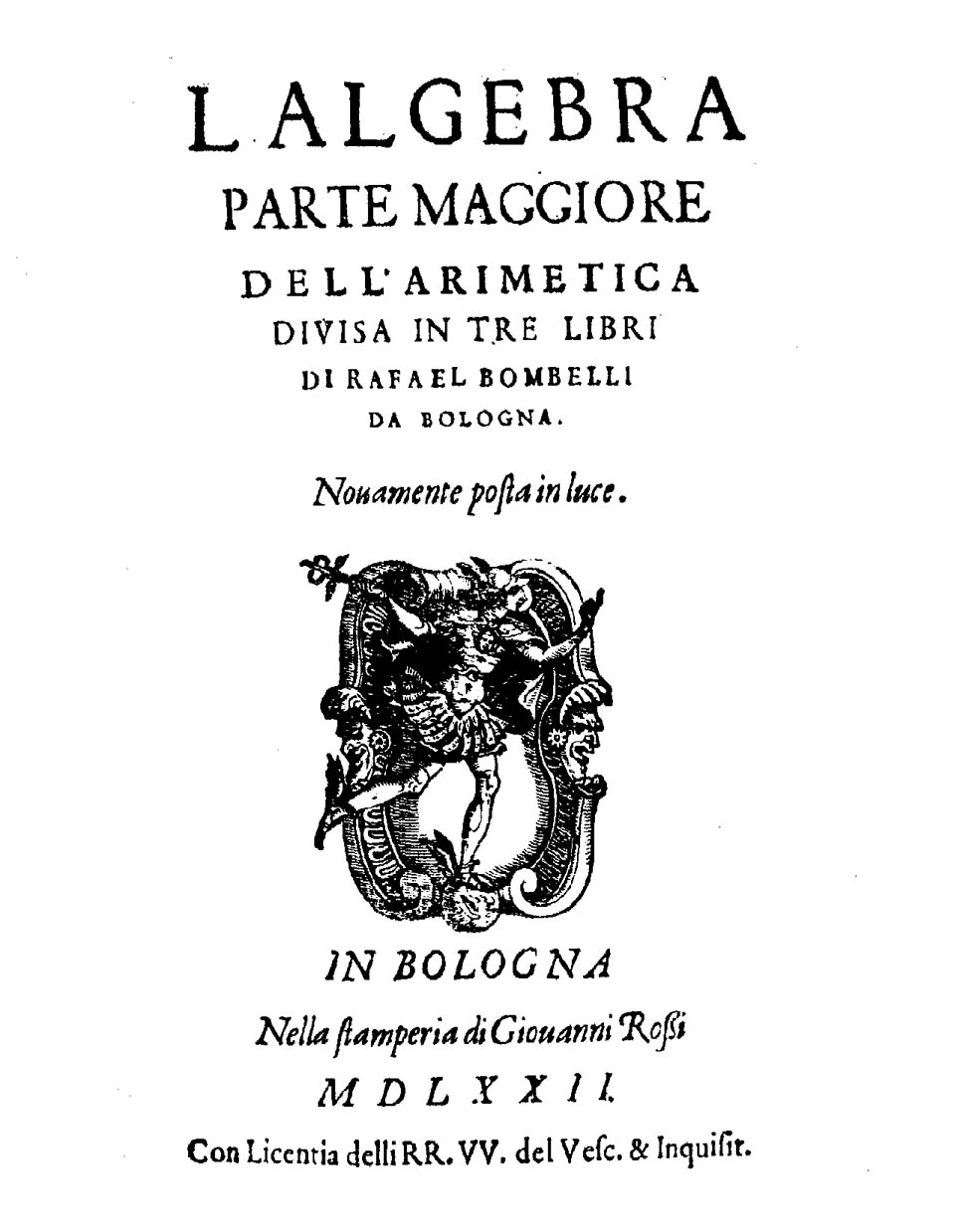
Algebra, 1572

- L' Algebra: Opera di Rafael Bombelli da Bologna, divisa in tre libri, Bologna 1579, doi:10.3931/e-rara-3918 (ETH-Bibliothek)